# Diospyros caloneura
Diospyros caloneura är en tvåhjärtbladig växtart som beskrevs av Cheng Yih Wu. Diospyros caloneura ingår i släktet Diospyros och familjen Ebenaceae. Inga underarter finns listade i Catalogue of Life.